# 七喜

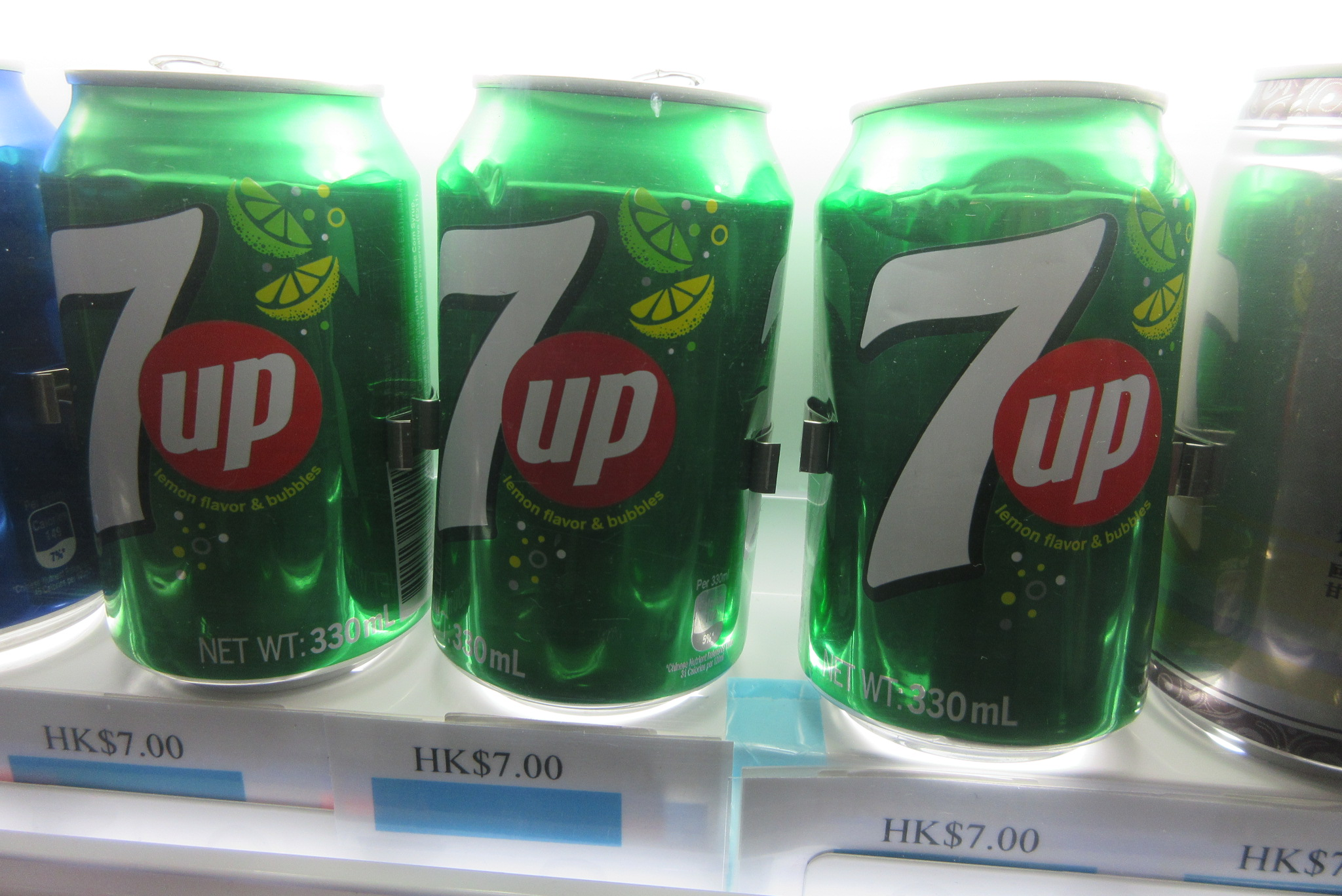
七喜飲品

七喜（英文：7.Up）是百事可樂的檸檬汽水品牌，从1987年开始生产瓶装产品。在美国境外，七喜是百事公司的注册商标。七喜原名为Bib-Label Lithiated Lemon-Lime Soda，1929年在密苏里州圣路易斯开始生产。它原先含有柠檬酸锂，一种镇静剂。早期很多的饮料都包含药物成分。这一成分在1950年从配方中移除。
七喜在市场上的广告竞争也很有意思。1970年代开始，它打出了低咖啡因非可乐的宣传标语。并且使用了七喜小子和Cool Spot作为标志。

## 历史
七喜由Howdy Corporation的创始人查尔斯·格利戈创造。它在这之前的产品叫作Howdy橙味汽水。经过2年多时间对不同配方的尝试。查尔斯希望这一新的配方可以给消费者带来不同的感受。他在1929年金融危机2周之前开始生产其产品。查尔斯从未解释产品为什么叫作7up。最普遍的说法是7和u说明七喜包含7种调料并且进行过碳酸化。
1920年代的美国，经济很不景气，将近有600个汽水品种从市场上消失。七喜从竞争中存活下来。因为七喜的成功，查尔斯将公司重命名为七喜公司。
接下来的日子，七喜的竞争对手就是可口可乐公司的雪碧。雪碧从80年代开始才逐渐超越七喜。百事公司在90年代生产自己的柠檬汽水品牌激浪。七喜因为市场份额小销量越来越少，而同时百事公司也感到对手雪碧的压力越来越大，所以百事放弃了激浪品牌，而去买下七喜的海外销售权，挽救七喜的同时也拯回了自己的市场份额。

## 中文名稱
7up的中文名稱由香港公司先行翻譯，7up意譯為「七起」，惟於粵語中與粗口字「柒」相近，「七起」意思不好，因此取粵語同音字「七喜」作為官方中文名稱。後來中國大陸和台灣也直接取用七喜此名。

## 七喜小子
七喜小子（英語：Fido Dido）是一个由乔安娜·费容创造出的卡通人物。乔安娜一开始是在一家饭店的餐巾纸上画出这个人物的。此人物的版权在1980年代被百事公司收购，但是当时并没有怎么使用。直到1990年代他才被大范围使用。2000年以后他更受欢迎了。
七喜小子被百事公司用来作为七喜的商标。（尽管七喜在美国境内不属于百事公司）。
1993年，一款基于世嘉平台的Fido Dido电子游戏制作完成，但是从未发布。
七喜小子的出现，可以说是相当偶然的，在一九八五年，热爱卡通艺术的 SUSAN ROSE 奉广告公司的意思替纽约一间餐馆设计餐巾，当时美国青少年正流行梳“punk”头，灵感一至，SUSAN 便以十五条线来绘出七喜小子—— 一个线条结构简单的卡通人物。
SUSAN 笔下的七喜小子只有两种颜色：黑和白，极端而又能互相平衡，跟色彩缤纷的漫画大相径庭，一张尖尖的三角脸，一对趣怪的兜风耳和几根倒竖曲髮，再配上由原借意大利的另一位创作人 JOANNA FERRONE 特别为七喜小子所塑造的善良而与众不同的独特个性，将和平主义，乐观及幽默的人生哲学都透过七喜小子去感染周遭的人。
在大中华地区很多七喜广告都是以七喜小子为主角的。

## 种類
由于众多产品未曾销售于大中华地区，故有些品种为非官方翻译。

### 現售
- 輕怡七喜（Diet 7 Up/7 Up Light/7 Up Free） －1963年以Like的名义发售，但后来因美国政府禁用甜精作甜味剂而需要改良配方，配方改良后以现名发售。
- 樱桃味七喜（Cherry 7 Up） －1987年发售。
- 橙味七喜（Orange 7 Up） - 曾在90年代中于挪威短暂发售，現時在奧地利仍然有售。
- 七喜十号（7 Up Ten） - 在2013年于美国发售的七喜的十個卡路里的变种。
- 热带味七喜（Tropical 7 Up） - 在2014年和2015年于美国发售。
- 桑莓味七喜（Raspberry 7 Up） - 曾在90年代中于挪威短暂发售，現時在东南亚地區仍然有售。

### 已停售
- 七喜冰可乐- 百事公司於1995年在全球內发售的透明可乐，后来因产品销路不畅而迅速停产。
- 冰镇七喜 - 於夏季在欧洲发售。
- 蓝莓七喜－1991年夏季在文莱和加拿大发售。
- 黄金七喜－1988年用于短暂的商业调查测试。
- 飞溅七喜
- 热带飞溅七喜
- 薄荷七喜－2002年至2003年在沙特阿拉伯生产。后停产。
- 七喜Plus - 含有果汁成份，在美国市场取得了不俗的销售成绩。
- 七喜H2Oh! - 在阿根廷从2005年开始生产的微碳酸饮料。
- dnL - 與七喜相反，含咖啡因的绿色碳酸饮料。

## 酸碱度
有人误认为“七喜”是指该汽水的酸碱度为7（中性）。七喜的酸碱度为3.67，仅次于柠檬汁（pH 2.3），醋（pH 2.9）和酒（pH 3.5）。